# Горан Радосављевић
Горан Радосављевић (Аранђеловац, 1957) јесте српски политичар и пензионисани полицијски генерал-пуковник. Био је последњи командант Посебних јединица полиције и први командант Жандармерије.

## Биографија
Дипломирао је на Факултету за физичку културу Универзитета у Београду. Од 1985. године радио је у Министарству унутрашњих послова. Иницијално је радио на специјалним борбама, а онда је постао шеф у релевантном одељењу. Када је кренуо рат у бившој Југославији, ппостао је припадник посебних јединица полиције. Током рата на Косову и Метохији, Гури је спроводио антитерористичке акције, од којих је најпознатија акција Операција Рачак 1999. године.
Под његовом командом убијена су тројица браће Битићи који су се као амерички држављани борили на страни ОВК.
Током сукоба на југу Србије командовао је српском полицијом током сукоба код Бујановца 2000. године и током Деблокаде Ораовице 2001.
Године 2003. САД су се сложиле да се 1.000 српских војника упути у Авганистан под командом генерала Горана Радосављевића.
Командир Жандармерије је био од 28. јуна 2001. до 17. августа 2004. Његов наследник на том положају је Боривоје Тешић.
Године 2005. напушта полицију Србије, 2010. године одлучује да се учлани у Српску напредну странку и почиње да се бави политиком.